# Bloodshot
Bloodshot é um filme de super-herói norte-americano de 2020, baseado no personagem de mesmo nome da Valiant Comics, e pretende ser o primeiro título de uma série de filmes ambientados no universo compartilhado da Valiant Comics. O filme será dirigido por David S. F. Wilson estreando como diretor de filmes, e o roteiro será co-escrito por Jeff Wadlow e Eric Heisserer. O filme é estrelado por Vin Diesel como Raymond Garrison/Bloodshot, Eiza González, Sam Heughan, Toby Kebbell e Guy Pearce.
Bloodshot está originalmente previsto para lançamento no dia 13 de março de 2020 nos Estados Unidos pela Sony Pictures Releasing.

## Sinopse
Depois que ele e sua esposa são subitamente assassinados, Marine Ray Garrison (Vin Diesel) renasce por uma equipe de cientistas. Aprimorado com nanotecnologia, ele se torna uma máquina de matar biotecnológica sobre-humana — Bloodshot. Enquanto Ray treina pela primeira vez com colegas supersoldados, ele luta para se lembrar de qualquer coisa dos anos passados. Mas quando suas memórias voltam à tona e ele se lembra do homem que matou ele e sua esposa, ele foge das instalações com sede de vingança, apenas para descobrir que há mais conspiração do que ele realmente imaginava.

## Elenco
- Vin Diesel como Ray Garrison / Bloodshot
- Sam Heughan como Jimmy Dalton
- Eiza González como KT
- Toby Kebbell como Martin Axe
- Guy Pearce como Dr. Emil Harting
- Lamorne Morris como Wilfred Wigans
- Talulah Riley como Gina Garrison
- Jóhannes Haukur Jóhannesson como Nick Baris
- Alex Hernandez como Marcus Tibbs
- Siddharth Dhananjay como Eric
- Tamer Burjaq como Mombasa Gunman

## Produção

### Desenvolvimento
Em março de 2012, foi anunciado que a Columbia Pictures havia adquirido os direitos do filme do personagem Bloodshot, da Valiant Comics, e que seria produzido pela Original Film e pela Valiant Entertainment. Jeff Wadlow foi contratado para escrever o roteiro. Em abril de 2015, a Sony Pictures, Original Film e Valiant anunciaram um contrato de cinco filmes para levar os super-heróis da Valiant Comics para a telona, incluindo Bloodshot. Chad Stahelski e David Leitch foram contratados para dirigir o filme, a partir de um roteiro de Wadlow e Eric Heisserer. Stahelski e Leitch acabaram abandonando o projeto. Em março de 2017, Dave Wilson foi anunciado como diretor do filme. Posteriormente, o roteirista Adam Cozad contribuiu para o roteiro.

### Escolha de elenco
Em julho de 2017, foi relatado que Jared Leto estava em negociações iniciais para estrelar o filme como Bloodshot, mas em março de 2018, foi anunciado que Vin Diesel interpretaria o personagem principal. Em maio, outros membros do elenco foram anunciados, com Sam Heughan, Michael Sheen e Eiza González. Em junho do mesmo ano, Talulah Riley e Alex Hernandez foram escalados para interpretar a esposa dos personagens titulares chamada Gina e membro de uma equipe de cientistas chamada Tibbs, respectivamente. Mais tarde, Toby Kebbell e Johannes Haukur Johannesson foram escalados para papéis vilões, com o ex-interpretando Axe. Em agosto de 2018, Lamorne Morris foi escalado no papel de um jovem cientista chamado Wilfred Wigans. No mesmo mês, foi relatado que Guy Pearce estava em negociações para substituir Sheen, que teve que sair do filme devido a agendamentos e conflitos familiares.

### Filmagens
A fotografia principal teve início em 6 de agosto de 2018 na Cidade do Cabo, África do Sul e em Praga, República Checa, com algumas filmagens adicionais acontecendo em Budapeste, Hungria, no mesmo mês. As filmagens foram encerradas oficialmente no dia 25 de outubro de 2018.

## Distribuição
O primeiro trailer de Bloodshot foi lançado em 21 de outubro de 2019 apresentando um cover da música "Memories Are Made of This" de Johnny Cash.

## Lançamento
Bloodshot foi previsto para lançamento originalmente no dia 13 de março de 2020, pela Sony Pictures Releasing, depois de seu lançamento no dia 21 de fevereiro de 2020 ter sido adiado. O filme também estreou na mesma data nos cinemas do Reino Unido e na Irlanda.